# Світловодськ (корабель)
Світловодськ (U861) — малий артилерійських корабель військово-морських сил України. Корабель був побудований у 1954 році на верфях Суднобудівного заводу «Затока» (Керч), як базовий тральщик проекту 254.  У тому ж році вступив у стрій під назвою Т-811. В 1966-у корабель був перекласифікований у морський тральщик. У 1982 році його переобладнали у випробувальне судно і дали нове позначення — ОС-35. Після розпаду СРСР судно перейшло у власність України і отримало назву «Світловодськ». У 1995 році його переобладнали в малий артилерійський корабель. 11 червня 1999-го «Світловодськ» був виключений зі складу флоту.

## Історія створення
Після закінчення Другої світової війни радянський флот мав у своєму розпорядженні тільки рейдові тральщики пр.253-Л та застарілі морські тральщики проектів 3, 53, 53-У та 58. Тому для посилення мінно-тральних сил у 1946 році розпочалося проектування нових тральщиків усіх класів, при цьому основну увагу приділяли здатності виявляти та знищувати неконтактні морські міни. Одним із таких кораблів мали стати базові тральщики проекту 254. Їх розробку вело Західне проектно-конструкторське бюро, що знаходилося у місті Ленінград. Утім відразу після завершення розробки і побудови перших кораблів, стала очевидною необхідність їх вдосконалення. Для цього інженери розробили модернізований варіант тральщика — проект 254-К. Він мав нові трали, радар і гідроакустичну станцію, також була збільшена потужність електрогенератора та двигунів.
Тральщики проекту 254 будувалися на двох суднобудівних заводах: Середньо-Невському (селище Понтонне) та «Затока» (місто Керч). 12 червня 1954 року на стапелях керченського підприємства був закладений Т-811, його будівництво ішло досить швидкими темпами і вже 25 вересня корабель був спущений на воду.

## Конструкція
«Світловодськ» будувався як базовий тральщик, що наклало відбиток на його конструкцію, розміри та зовнішній вигляд. Корабель мав напівбачну архітектуру. Основним матеріалом для виготовлення тральщика слугувала кораблебудівна сталь марки Ст.4с. Маломагнітна сталь ЕІ-269 застосовувалася лише для накладних листів під компаси. Ходова рубка виконана із гомогенної сталі товщиною 8 мм.
Корабель мав друге дно, посилений форштевень для захисту від криги та бортові кілі, які служили пасивними стабілізаторами качки. Для підвищення живучості, його корпус розділявся водонепроникними перегородками. Стандартна водотоннажність складала 500 т, а максимальна — 577 т. Під час будівництва корабля особливу увагу приділяли захисту від неконтактних морських мін, тому на ньому був установлений розмагнічувальний пристрій, що складався із трьох обмоток — основної, курсової горизонтальної та курсової батоксної.
Силова установка судна складалася з двох дизельних двигунів 9Д-8 сумарною потужністю 2200 к.с. Вони забезпечували «Світловодську» максимальну швидкість 14 вузлів. Дальність плавання корабля складала 3800 морських миль при економічній швидкості 10 вузлів. Для вироблення електроенергії використовуються три дизельних генератори сумарною потужністю 175 кВт.
Спочатку тральщик був озброєний двома спареними 37-мм артилерійськими установками В-11, двома спареними 12,7-мм кулеметними установками 2М-1, контактним тралом МТ-2 і електромагнітним тралом ТЕМ-52. Він міг брати на борт 8 морських мін АМД-1000 або 10 КБ-3. Для пошуку мін корабель використовував гідроакустичну станцію «Тамір-11», а для спостереження за навколишньою обстановкою та навігації — радари «Рим-К» та «Лин». Утім після переобладнання у випробувальне судно усе озброєння і частина обладнання були демонтовані. Коли у 1995 році «Світловодськ» переобладнали у малий артилерійський корабель на ньому установили спарену 25-мм гармату 2М-3М.

## Історія експлуатації
Корабель вступив у стрій 30 листопада 1954 року і з того часу знаходився у складі Чорноморського флоту військово-морських сил СРСР. У середині 1960-х усі тральщики проекту 254 були перекласифіковані з базових у морські, тому 19 травня 1966-го корабель перейменованували на МТ-811. Як морський тральщик він продовжував службу до 1982-го, у тому ж році корабель був переобладнаний у випробувальне судно і 19 серпня отримав позначення ОС-35. Його використовували авіатори з селища Приморський, базувалося судно у Феодосії. У 1992 році ОС-35 перейшло у власність України і в 1994-у отримало назву «Світловодськ». В українському флоті судно було переобладнане в малий артилерійський корабель. Змінивши своє призначення у 1995 році, «Світловодськ» продовжував залишатися в строю, утім 11 червня 1999-го його виключили зі складу флоту і списали. Наступного року корабель був утилізуваний на Херсонському суднобудівному заводі.